# Полін Лекарпентьє
Полін Деніс Лекарпентьє (фр. Pauline Denise Lecarpentier; нар. 25 травня 1997, Булонь-сюр-Мер, Па-де-Кале, Верхня Франція) — французька борчиня вільного стилю, чемпіонка світу серед військовослужбовців, срібна та бронзова призерка чемпіонатів Європи, переможниця Середземноморського чемпіонату, чемпіонка Середземноморських ігор, бронзова призерка Франкомовних ігор.

## Життєпис
Почала займатися боротьбою у віці 12 років на арені Entente Lutte Côte d'Opale (ELCO) і виграла в перший рік занять титул чемпіонки Франції. Вона дуже швидко прогресувала і в 14 років стала спортсменкою високого рівня. У 2014 році стала бронзовою призеркою чемпіонату Європи серед кадетів. У 2019 такого ж результату досягла на чемпіонаті Європи серед молоді.
Під керівництвом Девіда Леграна вона має 9 титулів чемпіонки Франції та низку титулів на міжнародних турнірах на дорослому рівні, включно з двома медалями континентальної першості.
Вона не змогла пройти кваліфікацію на Олімпійські ігри в Токіо 2020, те саме трапилось і на кваліфікації для участі в Олімпійських іграх у Парижі 2024.

## Спортивні результати на міжнародних змаганнях

### Виступи на Чемпіонатах світу
| Змагання                        | Збірна  | Вагова категорія          | Місце |
| ------------------------------- | ------- | ------------------------- | ----- |
| Чемпіонат світу з боротьби 2017 | Франція | жіноча боротьба, до 75 кг | 20    |
| Чемпіонат світу з боротьби 2022 | Франція | жіноча боротьба, до 68 кг | 10    |
| Чемпіонат світу з боротьби 2024 | Франція | жіноча боротьба, до 72 кг | 15    |

### Виступи на Чемпіонатах Європи
| Змагання                         | Збірна  | Вагова категорія          | Місце  |
| -------------------------------- | ------- | ------------------------- | ------ |
| Чемпіонат Європи з боротьби 2019 | Франція | жіноча боротьба, до 65 кг | 9      |
| Чемпіонат Європи з боротьби 2020 | Франція | жіноча боротьба, до 76 кг | 5      |
| Чемпіонат Європи з боротьби 2022 | Франція | жіноча боротьба, до 68 кг | Срібло |
| Чемпіонат Європи з боротьби 2023 | Франція | жіноча боротьба, до 72 кг | Бронза |
| Чемпіонат Європи з боротьби 2024 | Франція | жіноча боротьба, до 76 кг | 5      |

### Виступи на Кубках світу
| Змагання                    | Збірна  | Вагова категорія          | Місце |
| --------------------------- | ------- | ------------------------- | ----- |
| Кубок світу з боротьби 2020 | Франція | жіноча боротьба, до 76 кг | 7     |

### Виступи на Чемпіонатах світу серед військовослужбовців
| Змагання                                                  | Збірна  | Вагова категорія          | Місце  |
| --------------------------------------------------------- | ------- | ------------------------- | ------ |
| Чемпіонат світу з боротьби серед військовослужбовців 2024 | Франція | жіноча боротьба, до 72 кг | Золото |

### Виступи на Середземноморських чемпіонатах
| Змагання                                     | Збірна  | Вагова категорія          | Місце  |
| -------------------------------------------- | ------- | ------------------------- | ------ |
| Середземноморський чемпіонат з боротьби 2018 | Франція | жіноча боротьба, до 69 кг | Золото |

### Виступи на Середземноморських іграх
| Змагання                    | Збірна  | Вагова категорія          | Місце  |
| --------------------------- | ------- | ------------------------- | ------ |
| Середземноморські ігри 2018 | Франція | жіноча боротьба, до 68 кг | 4      |
| Середземноморські ігри 2022 | Франція | жіноча боротьба, до 68 кг | Золото |

### Виступи на Франкомовних іграх
| Змагання              | Збірна  | Вагова категорія          | Місце  |
| --------------------- | ------- | ------------------------- | ------ |
| Франкомовні ігри 2017 | Франція | жіноча боротьба, до 69 кг | Бронза |

### Виступи на інших змаганнях
| Змагання                                                       | Збірна  | Вагова категорія          | Місце  |
| -------------------------------------------------------------- | ------- | ------------------------- | ------ |
| Гран-прі Парижа з боротьби 2015                                | Франція | жіноча боротьба, до 69 кг | Бронза |
| Flatz Open 2015                                                | Франція | жіноча боротьба, до 69 кг | Бронза |
| Henri Deglane Challenge 2015                                   | Франція | жіноча боротьба, до 69 кг | Бронза |
| Турнір міста Сассарі з боротьби 2016                           | Франція | жіноча боротьба, до 69 кг | 5      |
| Henri Deglane Challenge 2016                                   | Франція | жіноча боротьба, до 69 кг | 5      |
| Гран-прі Парижа з боротьби 2017                                | Франція | жіноча боротьба, до 69 кг | 8      |
| Flatz Open 2017                                                | Франція | жіноча боротьба, до 69 кг | Бронза |
| Henri Deglane Challenge 2017                                   | Франція | жіноча боротьба, до 69 кг | Срібло |
| Henri Deglane Challenge 2019                                   | Франція | жіноча боротьба, до 62 кг | Срібло |
| Гран-прі Німеччини з боротьби 2019                             | Франція | жіноча боротьба, до 65 кг | 9      |
| Відкритий чемпіонат Польщі з боротьби 2019                     | Франція | жіноча боротьба, до 62 кг | 10     |
| Klippan Lady Open 2020                                         | Франція | жіноча боротьба, до 76 кг | 7      |
| Відкритий чемпіонат Польщі з боротьби 2020                     | Франція | жіноча боротьба, до 76 кг | Бронза |
| Гран-прі Франції Анрі Деглана 2021                             | Франція | жіноча боротьба, до 76 кг | Срібло |
| Олімпійський кваліфікаційний турнір з боротьби 2020 (Будапешт) | Франція | жіноча боротьба, до 76 кг | 10     |
| Олімпійський кваліфікаційний турнір з боротьби 2020 (Софія)    | Франція | жіноча боротьба, до 76 кг | 15     |
| Турнір Дана Колова — Николи Петрова 2022                       | Франція | жіноча боротьба, до 68 кг | Срібло |
| Гран-прі Іспанії з боротьби 2022                               | Франція | жіноча боротьба, до 68 кг | Золото |
| Меморіал Іона Корнеану і Ладислава Сімона 2022                 | Франція | жіноча боротьба, до 68 кг | Бронза |
| Гран-прі Франції Анрі Деглана 2022                             | Франція | команда                   | 5      |
| Гран-прі Франції Анрі Деглана 2023                             | Франція | жіноча боротьба, до 68 кг | Срібло |
| Відкритий чемпіонат Загреба з боротьби 2023                    | Франція | жіноча боротьба, до 68 кг | Бронза |
| Меморіал Імре Поляка та Яноша Варги 2023                       | Франція | жіноча боротьба, до 68 кг | 13     |
| Відкритий чемпіонат Загреба з боротьби 2024                    | Франція | жіноча боротьба, до 76 кг | 5      |
| Гран-прі Франції Анрі Деглана 2024                             | Франція | жіноча боротьба, до 76 кг | 9      |
| Турнір Дана Колова — Николи Петрова 2024                       | Франція | жіноча боротьба, до 76 кг | Срібло |
| Олімпійський кваліфікаційний турнір з боротьби 2024 (Баку)     | Франція | жіноча боротьба, до 76 кг | 4      |
| Олімпійський кваліфікаційний турнір з боротьби 2024 (Стамбул)  | Франція | жіноча боротьба, до 76 кг | 4      |
| Меморіал Імре Поляка та Яноша Варги 2024                       | Франція | жіноча боротьба, до 72 кг | 5      |
| Гран-прі Іспанії з боротьби 2024                               | Франція | жіноча боротьба, до 72 кг | Бронза |

### Виступи на змаганнях молодших вікових груп
| Змагання                                       | Збірна  | Вагова категорія          | Місце  |
| ---------------------------------------------- | ------- | ------------------------- | ------ |
| Чемпіонат Європи з боротьби серед кадетів 2014 | Франція | жіноча боротьба, до 70 кг | Бронза |
| Чемпіонат світу з боротьби серед кадетів 2014  | Франція | жіноча боротьба, до 70 кг | 5      |
| Чемпіонат Європи з боротьби серед юніорів 2015 | Франція | жіноча боротьба, до 72 кг | 10     |
| Чемпіонат Європи з боротьби серед юніорів 2016 | Франція | жіноча боротьба, до 72 кг | 9      |
| Чемпіонат світу з боротьби серед юніорів 2016  | Франція | жіноча боротьба, до 72 кг | 15     |
| Чемпіонат Європи з боротьби серед молоді 2019  | Франція | жіноча боротьба, до 65 кг | Бронза |